# Neocompsa macrotricha
Neocompsa macrotricha är en skalbaggsart som beskrevs av Martins 1970. Neocompsa macrotricha ingår i släktet Neocompsa och familjen långhorningar.
Artens utbredningsområde är:
- Guatemala.
- Venezuela.

Inga underarter finns listade i Catalogue of Life.